# Bóng đá tại Thế vận hội Mùa hè 2012 – Giải đấu Nữ
Nội dung bóng đá nữ tại Thế vận hội Mùa hè 2012 được tổ chức tại Luân Đôn và năm thành phố khác thuộc Vương quốc Liên hiệp Anh và Bắc Ireland từ 25 tháng 7 tới 9 tháng 8. Giải có sự tham gia của 11 đội tuyển trực thuộc FIFA vượt qua vòng loại, cùng chủ nhà Vương quốc Liên hiệp Anh. Đây là giải đấu bóng đá nữ lớn đầu tiên của FIFA diễn ra tại Vương quốc Anh, đồng thời đánh dấu lần đầu tiên nước này tham dự một giải đấu bóng đá nữ.
Đội tuyển giành huy chương vàng là Hoa Kỳ sau khi thắng Nhật Bản với tỉ số 2–1 trong trận chung kết.

## Vòng loại
| Giải đấu loại                                                | Ngày kết thúc vòng loại | Địa điểm   | Số suất | Đội tuyển                    |
| ------------------------------------------------------------ | ----------------------- | ---------- | ------- | ---------------------------- |
| Chủ nhà                                                      | 2005                    | —          | 1       | Anh Quốc                     |
| Giải đấu vòng loại của AFC                                   | 11 tháng 9 năm 2011     | Trung Quốc | 2       | Nhật Bản · CHDCND Triều Tiên |
| Giải đấu vòng loại của CAF                                   | 22 tháng 10 năm 2011    |            | 2       | Nam Phi · Cameroon           |
| Giải đấu vòng loại của CONCACAF                              | 29 tháng 1 năm 2012     | Canada     | 2       | Hoa Kỳ · Canada              |
| Giải vô địch bóng đá nữ Nam Mỹ 2010                          | 21 tháng 11 năm 2010    | Ecuador    | 2       | Brasil · Colombia            |
| Giải đấu vòng loại của OFC                                   | 4 tháng 4 năm 2012      |            | 1       | New Zealand                  |
| Các đội tuyển UEFA có thành tích tốt nhất tại World Cup 2011 | 17 tháng 7 năm 2011     | Đức        | 2       | Thụy Điển · Pháp             |
| Tổng                                                         |                         |            | 12      |                              |

## Bốc thăm
Lễ bốc thăm diễn ra ngày 24 tháng 4 năm 2012. Anh Quốc, Nhật Bản và Hoa Kỳ là các hạt giống và được xếp riêng lần lượt vào các bảng E, F và G. Các đội còn lại được phân vào bốn nhóm.
| Nhóm 1                                      | Nhóm 2                          | Nhóm 3                                                     | Nhóm 4                                   |
| ------------------------------------------- | ------------------------------- | ---------------------------------------------------------- | ---------------------------------------- |
| - Anh Quốc (mặc định E1) - Thụy Điển - Pháp | - Cameroon - Nam Phi - Colombia | - Nhật Bản (mặc định F1) - CHDCND Triều Tiên - New Zealand | - Hoa Kỳ (mặc định G1) - Canada - Brasil |

## Trọng tài
| Liên đoàn | Trọng tài          | Trợ lý                                  |
| --------- | ------------------ | --------------------------------------- |
| AFC       | Hong Eun-Ah        | Sarah Ho Kim Kyoung-Min                 |
| AFC       | Yamagishi Sachiko  | Takahashi Saori Widiya Habibah Shamsuri |
| CAF       | Thérèse Neguel     | Tempa Ndah Lidwine Rakotozafinoro       |
| CONCACAF  | Carol Anne Chenard | Marie-Josée Charbonneau Stacy Greyson   |
| CONCACAF  | Quetzalli Alvarado | Shirley Perello Mayte Chávez            |
| CONCACAF  | Kari Seitz         | Marlene Duffy Veronica Perez            |
| CONMEBOL  | Salomé di Iorio    | María Rocco Mariana Corbo               |

| Liên đoàn | Trọng tài          | Trợ lý                         |
| --------- | ------------------ | ------------------------------ |
| UEFA      | Kirsi Heikkinen    | Anu Jokela Tonja Paavola       |
| UEFA      | Bibiana Steinhaus  | Katrin Rafalski Marina Wozniak |
| UEFA      | Efthalia Mitsi     | Yolanda Parga María Villa      |
| UEFA      | Christina Pedersen | Lada Rojc Hege Steinlund       |
| UEFA      | Jenny Palmqvist    | Helen Karo Anna Nyström        |

## Vòng bảng
Hai đội đầu mỗi bảng cùng hai đội thứ ba xuất sắc nhất sẽ tiến vào tứ kết.
Múi giờ địa phương: Giờ mùa hè Anh (UTC+1).

### Bảng A

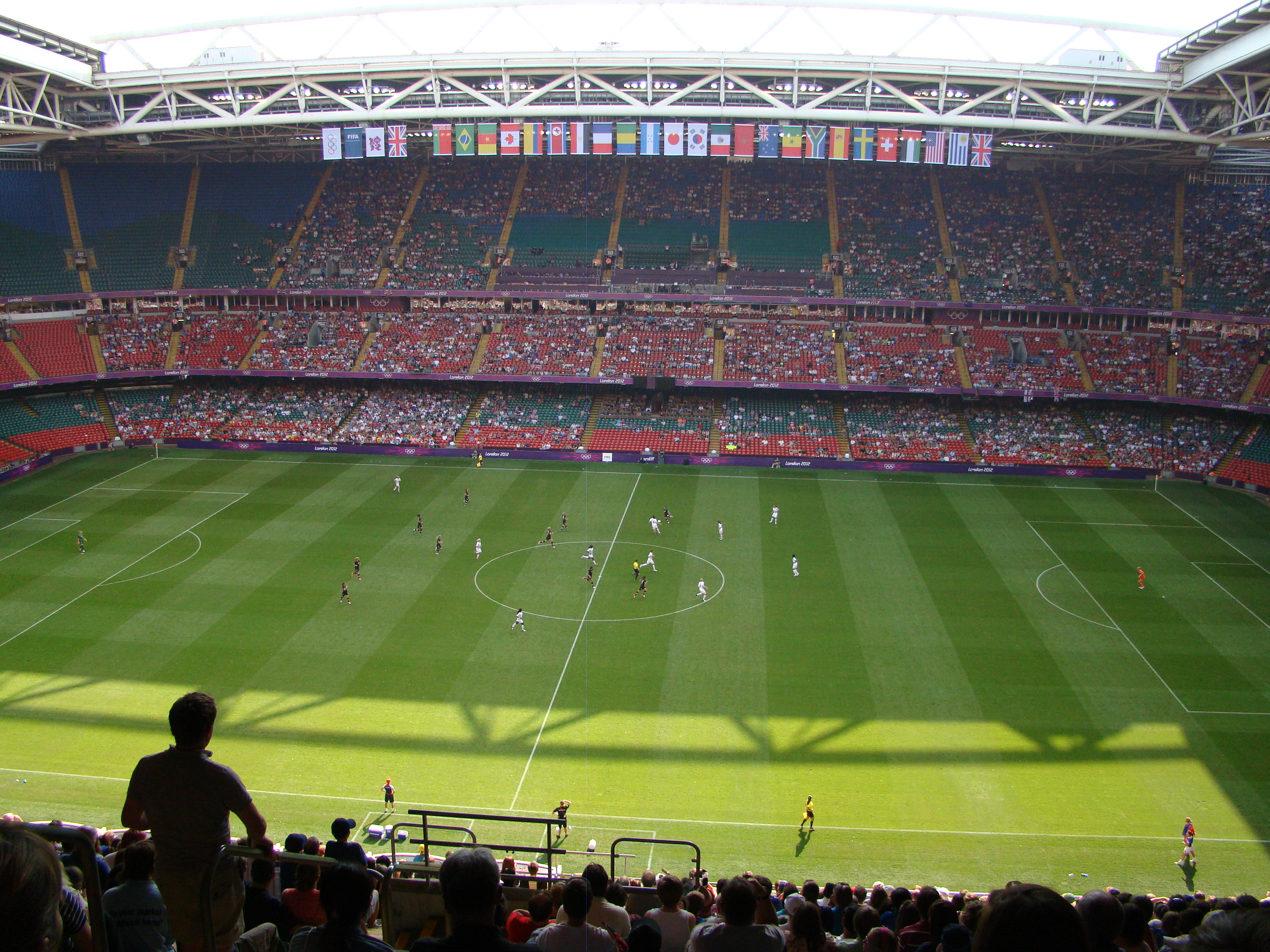
Trận Anh Quốc gặp New Zealand

| Đội         | Tr | T | H | B | BT | BB | HS  | Đ |
| ----------- | -- | - | - | - | -- | -- | --- | - |
| Anh Quốc    | 3  | 3 | 0 | 0 | 5  | 0  | +5  | 9 |
| Brasil      | 3  | 2 | 0 | 1 | 6  | 1  | +5  | 6 |
| New Zealand | 3  | 1 | 0 | 2 | 3  | 3  | 0   | 3 |
| Cameroon    | 3  | 0 | 0 | 3 | 1  | 11 | −10 | 0 |

| Các đội nền xanh lọt vào tứ kết |

| Anh Quốc     | 1–0      | New Zealand |
| ------------ | -------- | ----------- |
| Houghton 64' | Chi tiết |             |

| Cameroon | 0–5      | Brasil                                                             |
| -------- | -------- | ------------------------------------------------------------------ |
|          | Chi tiết | Francielle 7' · Costa 10' · Marta 73' (ph.đ.), 88' · Cristiane 78' |

| New Zealand | 0–1      | Brasil        |
| ----------- | -------- | ------------- |
|             | Chi tiết | Cristiane 86' |

| Anh Quốc                                 | 3–0      | Cameroon |
| ---------------------------------------- | -------- | -------- |
| Stoney 18' · J. Scott 23' · Houghton 82' | Chi tiết |          |

| New Zealand                                    | 3–1      | Cameroon    |
| ---------------------------------------------- | -------- | ----------- |
| Smith 43' · Sonkeng 49' (l.n.) · Gregorius 62' | Chi tiết | Onguene 75' |

| Anh Quốc    | 1–0      | Brasil |
| ----------- | -------- | ------ |
| Houghton 2' | Chi tiết |        |

### Bảng F
| Đội       | Tr | T | H | B | BT | BB | HS | Đ |
| --------- | -- | - | - | - | -- | -- | -- | - |
| Thụy Điển | 3  | 1 | 2 | 0 | 6  | 3  | +3 | 5 |
| Nhật Bản  | 3  | 1 | 2 | 0 | 2  | 1  | +1 | 5 |
| Canada    | 3  | 1 | 1 | 1 | 6  | 4  | +2 | 4 |
| Nam Phi   | 3  | 0 | 1 | 2 | 1  | 7  | −6 | 1 |

| Các đội nền xanh lọt vào tứ kết |

| Nhật Bản                  | 2–1      | Canada       |
| ------------------------- | -------- | ------------ |
| Kawasumi 33' · Miyama 44' | Chi tiết | Tancredi 55' |

| Thụy Điển                                     | 4–1      | Nam Phi    |
| --------------------------------------------- | -------- | ---------- |
| Fischer 7' · Dahlkvist 20' · Schelin 21', 63' | Chi tiết | Modise 60' |

| Nhật Bản | 0–0      | Thụy Điển |
| -------- | -------- | --------- |
|          | Chi tiết |           |

| Canada                          | 3–0      | Nam Phi |
| ------------------------------- | -------- | ------- |
| Tancredi 7' · Sinclair 58', 86' | Chi tiết |         |

| Nhật Bản | 0–0      | Nam Phi |
| -------- | -------- | ------- |
|          | Chi tiết |         |

| Canada            | 2–2      | Thụy Điển                       |
| ----------------- | -------- | ------------------------------- |
| Tancredi 43', 84' | Chi tiết | Hammarström 14' · Jakobsson 16' |

### Bảng G
| Đội               | Tr | T | H | B | BT | BB | HS | Đ |
| ----------------- | -- | - | - | - | -- | -- | -- | - |
| Hoa Kỳ            | 3  | 3 | 0 | 0 | 8  | 2  | +6 | 9 |
| Pháp              | 3  | 2 | 0 | 1 | 8  | 4  | +4 | 6 |
| CHDCND Triều Tiên | 3  | 1 | 0 | 2 | 2  | 6  | −4 | 3 |
| Colombia          | 3  | 0 | 0 | 3 | 0  | 6  | −6 | 0 |

| Các đội nền xanh lọt vào tứ kết |

| Hoa Kỳ                                    | 4–2      | Pháp                   |
| ----------------------------------------- | -------- | ---------------------- |
| Wambach 19' · Morgan 32', 66' · Lloyd 56' | Chi tiết | Thiney 12' · Delie 14' |

| Colombia | 0–2      | CHDCND Triều Tiên     |
| -------- | -------- | --------------------- |
|          | Chi tiết | Kim Song-hui 39', 85' |

| Hoa Kỳ                                | 3–0      | Colombia |
| ------------------------------------- | -------- | -------- |
| Rapinoe 33' · Wambach 74' · Lloyd 77' | Chi tiết |          |

| Pháp                                                           | 5–0      | CHDCND Triều Tiên |
| -------------------------------------------------------------- | -------- | ----------------- |
| Georges 45' · Thomis 70' · Delie 71' · Renard 81' · Catala 87' | Chi tiết |                   |

| Hoa Kỳ      | 1–0      | CHDCND Triều Tiên |
| ----------- | -------- | ----------------- |
| Wambach 25' | Chi tiết |                   |

| Pháp      | 1–0      | Colombia |
| --------- | -------- | -------- |
| Thomis 5' | Chi tiết |          |

† Trận đấu bị thay đổi giờ thi đấu do sự phản đối của CHDCND Triều Tiên trước việc ban tổ chức sử dụng nhầm quốc kỳ Hàn Quốc thay cho quốc kỳ nước này.

### Xếp hạng đội thứ ba
| Đội               | Tr | T | H | B | BT | BB | HS | Đ |
| ----------------- | -- | - | - | - | -- | -- | -- | - |
| Canada            | 3  | 1 | 1 | 1 | 6  | 4  | +2 | 4 |
| New Zealand       | 3  | 1 | 0 | 2 | 3  | 3  | 0  | 3 |
| CHDCND Triều Tiên | 3  | 1 | 0 | 2 | 2  | 6  | −4 | 3 |

| Các đội nền xanh lọt vào tứ kết |

## Vòng đấu loại trực tiếp
|  | Tứ kết | Tứ kết      | Tứ kết            |          |        | Bán kết | Bán kết | Bán kết |                            |                            | Trận tranh huy chương vàng | Trận tranh huy chương vàng | Trận tranh huy chương vàng |
|  |        |             |                   |          |        |         |         |         |                            |                            |                            |                            |                            |
|  | E1     | Anh Quốc    | 0                 |          |        |         |         |         |                            |                            |                            |                            |                            |
|  | F3     | Canada      | 2                 |          |        |         |         |         |                            |                            |                            |                            |                            |
|  | F3     | Canada      | 2                 |          | F3     | Canada  | 3       |         |                            |                            |                            |                            |                            |
|  |        |             |                   |          | F3     | Canada  | 3       |         |                            |                            |                            |                            |                            |
|  |        | G1          | Hoa Kỳ (Hiệp phụ) | 4        |        |         |         |         |                            |                            |                            |                            |                            |
|  | G1     | G1          | Hoa Kỳ (Hiệp phụ) | 4        | Hoa Kỳ | 2       |         |         |                            |                            |                            |                            |                            |
|  | G1     |             |                   |          | Hoa Kỳ | 2       |         |         |                            |                            |                            |                            |                            |
|  | E3     | New Zealand | 0                 |          |        |         |         |         |                            |                            |                            |                            |                            |
|  |        |             |                   |          |        |         |         |         |                            |                            | G1                         | Hoa Kỳ                     | 2                          |
|  |        |             | F2                | Nhật Bản | 1      |         |         |         |                            |                            |                            |                            |                            |
|  | F1     | Thụy Điển   | 1                 |          |        |         |         |         |                            |                            |                            |                            |                            |
|  | G2     | Pháp        | 2                 |          |        |         |         |         |                            |                            |                            |                            |                            |
|  | G2     | Pháp        | 2                 |          | G2     | Pháp    | 1       |         | Trận tranh huy chương đồng | Trận tranh huy chương đồng | Trận tranh huy chương đồng | Trận tranh huy chương đồng |                            |
|  |        |             |                   |          | G2     | Pháp    | 1       |         | Trận tranh huy chương đồng | Trận tranh huy chương đồng | Trận tranh huy chương đồng | Trận tranh huy chương đồng |                            |
|  |        | F2          | Nhật Bản          | 2        |        |         |         |         |                            |                            |                            |                            |                            |
|  | E2     | F2          | Nhật Bản          | 2        | Brasil | 0       |         | F3      | Canada                     | 1                          |                            |                            |                            |
|  | E2     |             |                   |          | Brasil | 0       |         | F3      | Canada                     | 1                          |                            |                            |                            |
|  | F2     | Nhật Bản    | 2                 |          |        |         |         |         |                            |                            | G2                         | Pháp                       | 0                          |

### Tứ kết
| Thụy Điển   | 1–2      | Pháp                     |
| ----------- | -------- | ------------------------ |
| Fischer 18' | Chi tiết | Georges 29' · Renard 39' |

| Hoa Kỳ                   | 2–0      | New Zealand |
| ------------------------ | -------- | ----------- |
| Wambach 27' · Leroux 87' | Chi tiết |             |

| Brasil | 0–2      | Nhật Bản             |
| ------ | -------- | -------------------- |
|        | Chi tiết | Ōgimi 27' · Ohno 73' |

| Anh Quốc | 0–2      | Canada                     |
| -------- | -------- | -------------------------- |
|          | Chi tiết | Filigno 12' · Sinclair 26' |

### Bán kết
| Pháp          | 1–2      | Nhật Bản                  |
| ------------- | -------- | ------------------------- |
| Le Sommer 76' | Chi tiết | Ōgimi 32' · Sakaguchi 49' |

| Canada                 | 3–4 (s.h.p.) | Hoa Kỳ                                                       |
| ---------------------- | ------------ | ------------------------------------------------------------ |
| Sinclair 22', 67', 73' | Chi tiết     | Rapinoe 54' (p.h), 70' · Wambach 80' (ph.đ.) · Morgan 120+3' |

### Trận tranh huy chương đồng
| Canada         | 1–0      | Pháp |
| -------------- | -------- | ---- |
| Matheson 90+2' | Chi tiết |      |

### Trận tranh huy chương vàng
| Hoa Kỳ        | 2–1      | Nhật Bản  |
| ------------- | -------- | --------- |
| Lloyd 8', 54' | Chi tiết | Ōgimi 63' |

## Xếp hạng chung cuộc
| Hạng | Đội tuyển               | Tr | T | H | B | BT | BB | HS  | Đ  |
| ---- | ----------------------- | -- | - | - | - | -- | -- | --- | -- |
| 1    | Hoa Kỳ (USA)            | 6  | 6 | 0 | 0 | 16 | 6  | +10 | 18 |
| 2    | Nhật Bản (JPN)          | 6  | 3 | 2 | 1 | 7  | 4  | +3  | 11 |
| 3    | Canada (CAN)            | 6  | 3 | 1 | 2 | 12 | 8  | +4  | 10 |
| 4    | Pháp (FRA)              | 6  | 3 | 0 | 3 | 11 | 8  | +3  | 9  |
| 5    | Anh Quốc (GBR)          | 4  | 3 | 0 | 1 | 5  | 2  | +3  | 9  |
| 6    | Brasil (BRA)            | 4  | 2 | 0 | 2 | 6  | 3  | +3  | 6  |
| 7    | Thụy Điển (SWE)         | 4  | 1 | 2 | 1 | 7  | 5  | +2  | 5  |
| 8    | New Zealand (NZL)       | 4  | 1 | 0 | 3 | 3  | 5  | −2  | 3  |
| 9    | CHDCND Triều Tiên (PRK) | 3  | 1 | 0 | 2 | 2  | 6  | −4  | 3  |
| 10   | Nam Phi (RSA)           | 3  | 0 | 1 | 2 | 1  | 7  | −6  | 1  |
| 11   | Colombia (COL)          | 3  | 0 | 0 | 3 | 0  | 6  | −6  | 0  |
| 12   | Cameroon (CMR)          | 3  | 0 | 0 | 3 | 1  | 11 | −10 | 0  |

## Thống kê

### Người ghi bàn
6 bàn
- Christine Sinclair

5 bàn
- Abby Wambach

4 bàn
- Melissa Tancredi
- Carli Lloyd

3 bàn
- Alex Morgan
- Megan Rapinoe
- Ōgimi Yūki
- Steph Houghton

2 bàn
- Cristiane
- Marta
- Marie-Laure Delie
- Laura Georges
- Wendie Renard
- Élodie Thomis
- Nilla Fischer
- Lotta Schelin
- Kim Song-hui

1 bàn
- Francielle
- Renata Costa
- Gabrielle Onguene
- Jonelle Filigno
- Diana Matheson
- Sydney Leroux
- Portia Modise
- Kawasumi Nahomi
- Miyama Aya
- Ohno Shinobu
- Sakaguchi Mizuho
- Sarah Gregorius
- Rebecca Smith
- Camille Catala
- Eugénie Le Sommer
- Gaëtane Thiney
- Lisa Dahlkvist
- Marie Hammarström
- Sofia Jakobsson
- Jill Scott
- Casey Stoney

Phản lưới nhà
- Ysis Sonkeng (gặp New Zealand)

### Thẻ phạt
Thẻ đỏ
- Choe Mi-gyong

Cấm thi đấu
- Lady Andrade bị cấm hai trận vì hành vi thô bạo với Abby Wambach.[35]